# Sekretariat

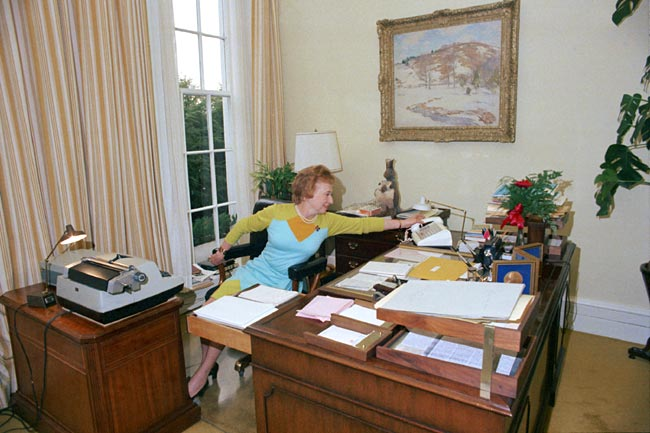
Sekretariat

Sekretariat – dział w strukturach organizacji, urzędu, instytucji lub przedsiębiorstwa, którego pracownicy zajmują się sprawami bieżącymi. Praca zatrudnionych w sekretariacie osób polega na organizowaniu i ułatwieniu kontaktów pomiędzy zarządzającym instytucją z jednej strony a jej pracownikami, kontrahentami bądź klientami z drugiej.